# Nintoku japán császár
Nintoku japán császár (仁徳天皇; Hepburn: Nintoku-tennō) Japán 16. császára a hagyományos öröklési rend szerint.
Pontos dátumokat nem tudunk az uralkodásának idejéről, de hagyományosan elfogadott, hogy 313-tól 399-ig uralkodott.

## A legendás uralkodó
A történészek Nintokut az 5. század egy mitikus uralkodójának tartják. A modern történetírás Kimmei (A.D. c. 509 – 571) a 29. császár uralkodásától kezdődően tud ellenőrizhető dátumokat biztosítani. A korai uralkodók konvencionálisan elfogadott nevei és a hozzájuk kapcsolódó dátumok, Kammu (737–806) - a Jamato dinasztia 50-dik császárának uralmától számítanak hagyományosnak.
Nintoku a Nihonsoki szerint, Ódzsin császár negyedik fia, anyja pedig Nakacuhime no Mikoto, aki Keikó császár dédunokája volt. Apja Ricsú, Hanzei, és Ingjó császárnak.
A maga korában Nintoku rangja nem tennó lett volna, mivel a legtöbb történész szerint ez a rang nem létezett Temmu császár és Dzsitó császárnő uralkodásáig. Ehelyett, rangja valószínűleg Szumeramikoto, vagy Amenosita Sirosimeszu Ókimi(治天下大王) volt, melynek jelentése: "A nagy király, ki mindent ural a mennyek alatt " Egy másik változat szerint, Nintoku-ra Jamató Ókimi-ként (ヤマト大王/大君) , azaz a Jamató nagy királyaként is hivatkozhattak.

## Életútja
A Nihonsoki szerint 313-tól 399-ig uralkodott, ugyanakkor a modern kutatások szerint ezek a dátumok valószínűleg pontatlanok. Nintoku uralkodása alatt elért eredményei többek között, hogy megépíttette a mamutai gátat, valamint a naniwa-i csatornát a mai Oszaka területén, hogy megakadályozza az áradásokat a Kavacsi síkságon. Valószínűsítik, hogy ez volt Japán első nagyszabású mérnöki vállalkozása.
Megépíttette a jokono-i gátat is, valamint megalapította a mamutai mijakét, egy közigazgatási egységet amely a császári udvar közvetlen irányítása alatt állt.

## Házastársai és gyermekei
Császárnő (első): Iva hercegnő (磐之媛命), költő és Kacuragi no Szocuhiko lánya (葛城襲津彦)
- Óe no Izahovake herceg(大兄去来穂別尊), vagyis Ricsú császár
- Szuminoe no Nakacu herceg (住吉仲皇子)
- Mizuhavake herceg (瑞歯別尊) Hanzei császár
- Oaszacuma vakugo no Szukune herceg (雄朝津間稚子宿禰尊) Ingjó császár

Császárnő (második): Jatanohimemiko (八田皇女), Ódzsin császár lánya
Himuka no Kaminagahime(日向髪長媛), Morokata no Kimi Usimoroi lánya (諸県君牛諸井)
- Ókuszaka herceg (大草香皇子)
- Kuszaka no hatabihime no Himemiko hercegnő (草香幡梭姫皇女)

Udzsi no Wakiiracume (宇遅之若郎女), Ódzsin császár lánya
Kurohime (黒日売), Kibi no Amabe no Atai lánya (吉備海部直)

## Nintoku sírja

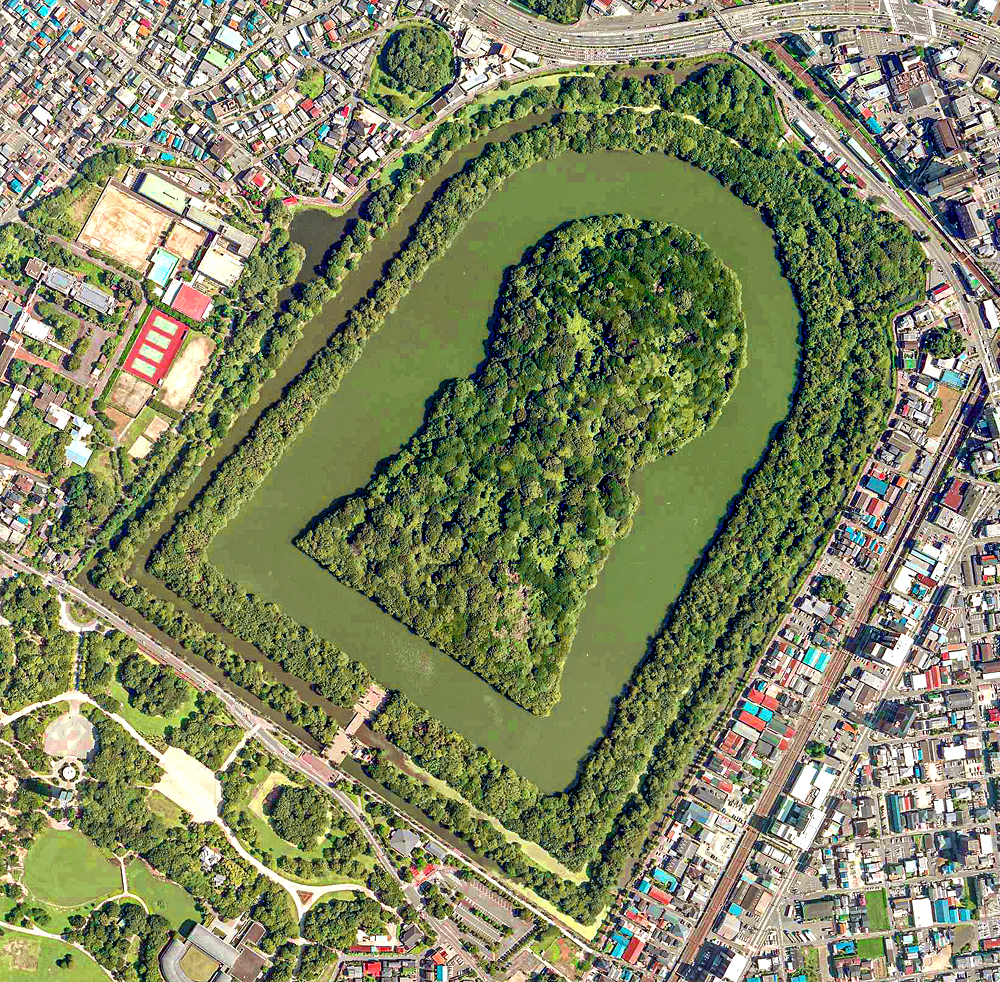
Daiszen-Kofun, Nintoku császár sírja Ószakában

Az Oszaka prefektúrabeli Szakaiban található Daiszen-Kofunt tartják végső nyughelyének, amely Japán legnagyobb sírja. Sírjának tényleges helye nem ismert.
Hitvese, Iva no hime no Mikoto síremlékéről azt mondják, Narában található Szaki-csóban. Mindkét sír kofun stílusú, így jellemzőjük a széles vizesárokkal körülölelt, kulcslyuk formájú sziget. A császári sírok és mauzóleumok a kulturális örökség részei. Ennek ellenére, a Császári Udvari Hivatal (IHA) felügyeli őket, amely a császárhoz és a császári családhoz kötődő ügyekért felelős kormányzati részleg. A hivatal a sírokat nem csupán történelmi ereklyék lelőhelyeként, hanem szent helyekként – császári ház hajdani uralkodóinak szentélyeiként – kezeli.
Nintokunak hagyományosan az ószakai Sintó szentélyénel (miszaszaginál) hódolnak. A Császári Udvari Hivatal ezt a helyet jelöli meg mauzóleumaként. Ennek korábbi neve: Mozu no Mimihara no naka no miszaszagi.

## Fordítás
Ez a szócikk részben vagy egészben  az   Emperor Nintoku című angol Wikipédia-szócikk ezen változatának fordításán alapul.  Az eredeti cikk szerkesztőit annak laptörténete sorolja fel. Ez a jelzés csupán a megfogalmazás eredetét és a szerzői jogokat jelzi, nem szolgál a cikkben szereplő információk forrásmegjelöléseként.